# 이건 (교육인)
이건(李健, 1954년 1월 1일~)은 대한민국의 대학 교수 겸 교육인으로, 서울시립대학교의 제7대 총장이다.
1954년 1월 1일, 경상남도 부산시에서 태어났다. 1972년 경기고등학교를 졸업했다. 1977년 서울대학교 수학과에서 학사 학위를 취득하였으며, 1982년 미국 러트거스 대학교 대학원 수학과에서 이학 석사 학위를 받은 후 1985년 미국 하버드 대학교 대학원 사회학과 사회과학 석사, 1993년 동 대학원에서 박사 학위를 받았다. 1994년 9월 동국대학교 사회학과 교수를 거쳐 2001년 9월부터 서울시립대학교 도시사회학과 교수로 재직했다. 2011년 5월 서울시립대학교 제7대 총장에 취임했다.